# Sigmundur Brestisson

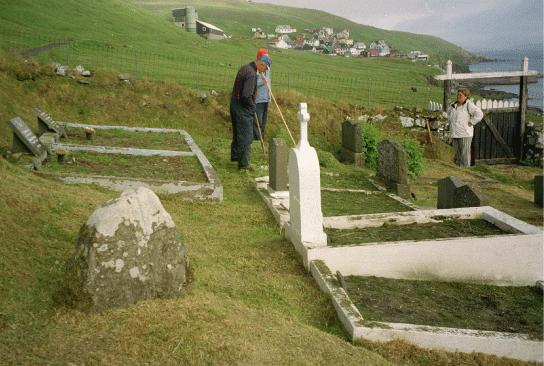
Sigmundur Brestissons grav (till vänster) på Skúvoys kyrkogård.

Sigmundur Brestisson, född 961, död 1005, var en vikingahövding, som införde kristendomen till Färöarna genom att på norske kungens vägnar förkunnade läran om Vite Krist på tinget i Tinganes omkring 1000-talets början. Han är en av de viktigare karaktärerna i Färingasagan och en allmänt känd figur på Färöarna.
Han var son till Brestir Sigmundsson som våren 970 dödades av Tróndur í Gøtu. Den nioåriga Sigmundur uppfostrades av Tróndur. Redan följande sommar sände Tróndur iväg Sigmundur och hans kusin Tóri Beinisson till Norge i förhoppning om att de aldrig skall återvända. År 984 sökte Sigmundur och Tóri upp den norske härskaren, ladejarl Håkon Sigurdsson. Där blev de upptagna i hans här. År 988 återvände de två kusinerna till Färöarna med två skepp och 120 män, för att hämnas morden på sina fäder. Øssur Havgrímsson dödades och det ledde till att de övriga inblandade gjorde upp om att låta Håkon Jarl döma. Håkon Jarl dömde att Tróndur í Gøtu skulle betala full mansbot för Sigmunds och Tóris fäder. Sigmundur fick också hälften av Färöarna i förläning av Håkon Jarl, som själv behöll den andra halvan. Genom att acceptera domen gick Sigmundur i praktiken med på att Färöarna blev ett norskt lydland.
På Altinget (Løgting) på Tinganes (Tórshavn) tvingades Tróndur i Gøtu att acceptera Sigmunds och Håkon Jarls nyordning. År 999 angrep Sigmundur med 30 beväpnade män hövding Tróndur, som med vapenmakt tvingades att konvertera till kristendomen. Men då de församlade färingarna med Tróndur i spetsen avvisade den nya läran, därför att de såg kristendomen som Sigmunds ursäkt för att roffa åt sig makten över öarna, valde han ett lite mindre smickrande sätt att nå framgång i sitt missionsarbete. I nattens skydd seglade han med sitt bästa manskap till Gøta och tvingade sig in i Tróndurs gård, där man överraskade honom i sängen och gav honom valet att antingen konvertera till kristendomen eller att bli halshuggen.
Pragmatisk som Tróndur var så accepterade han dessa villkor, men enligt Färingasagan svor Tróndur hämnd år 1005, och samlade senare sina män i en nattlig räd för att angripa Sigmundur på Skúvoy, där Sigmundur togs på sängen. Sigmundur och hans trogna följeslagare och kusin Tóri Beinirsson hoppade i havet tillsammans med drängen Einar ifrån Suðuroy. Deras simtur är legendarisk och bland annat återgiven i det mycket folkkära kvädet Sigmundarkvæði yngra (det yngre kvädet om Sigmund), som är allmänt känt på Färöarna och som lärs ut i skolan. Medan Tóri och Einar dog under simturen, lyckades Sigmundur nå Sandvík på Suðuroy, där han dödades av Torgrímur Illi (en av Tróndurs män).
Sigmundur Brestissons gravsten Sigmundarsteinur kan ses på kyrkogården i Skúvoy. Stenen har ett inhugget kors, men saknar runor.